# Medisch Beeldvormende en Radiotherapeutische Technieken
MBRT staat voor de bacheloropleiding 'Medisch Beeldvormende en Radiotherapeutische Technieken'.

## Vakgebieden
MBRT is een 4-jarige HBO-opleiding waarin studenten worden geschoold in vier vakgebieden, waarvan drie tot de medische beeldvorming behoren. 
- Het meest bekende vakgebied is de röntgentechniek, waarbij niet alleen aandacht wordt besteed aan röntgenfoto's maar ook aanverwante specialismen zoals o.a. MRI en computertomografie (CT).
- Naast röntgen leren studenten de theorie en praktijk van de echografie, waarbij met behulp van geluidsgolven organen kunnen worden onderzocht. De bekendste toepassing is tijdens de zwangerschap maar wordt echter veelvuldig toegepast met andere doeleinden zoals onderzoek van hart en bloedvaten, lever, milt en andere buikorganen. Het kunnen herkennen van deze anatomie, fysiologie en eventuele pathologie is erg belangrijk. Wouter Schaake is voor een groot deel verantwoordelijk voor die kennis die de laboranten gebruiken tijdens hun loopbaan.
- Het derde, en waarschijnlijk minst bekende, vakgebied is de nucleaire geneeskunde waarbij met behulp van licht radioactieve stoffen naar de functie van organen kan worden gekeken. Een speciale vorm van nucleaire geneeskunde is positronemissietomografie, ofwel PET.
- Het vierde en laatste vakgebied van de MBRT is de radiotherapie, beter bekend als bestraling. Bekend van zijn toepassingen bij de behandeling van kanker.

## Plaatsen
Deze opleiding is te vinden in Groningen, Haarlem en Eindhoven waarbij per plaats van een zekere specialisatie sprake is. 